# Rungrath Poomchantuek
Rungrath Poomchantuek (thailändisch รุ่งรัตน์ ภูมิจันทึก, * 17. Mai 1992 in Nakhon Ratchasima), auch als  Prince (thailändisch ปริ้นซ์) bekannt, ist ein thailändischer Fußballspieler.

## Karriere

### Verein
Rungrath Poomchantuek erlernte das Fußballspielen bei der Schulmannschaft der Pakchong School und Police United in Bangkok. Seinen ersten Vertrag unterschrieb er 2011 beim damaligen Drittligisten Lamphun Warrior FC in Lamphun. Nach einem Jahr wechselte er nach Chiangmai zum dortigen Drittligisten Chiangmai FC. Mit dem Verein wurde er 2012 Meister und stieg somit in die zweite Liga, der Thai Premier League Division 1, auf. 2015 ging er nach Chiangrai zu Chiangrai United. Hier spielte er zwei Jahre in der höchsten Liga des Landes, der Thai Premier League. Nach 51 Spielen wechselte er 2016 zum Ligakonkurrenten Ratchaburi Mitr Phol nach Ratchaburi. 2018 unterschrieb er einen Vertrag in Bangkok beim Erstligisten Bangkok United. 2018 und 2023 wurde er mit dem Hauptstadtverein Vizemeister. Am 28. Mai 2023 stand er mit dem Verein im Finale des thailändischen Pokals. Hier unterlag man dem Erstligisten Buriram United mit 0:2. Am 5. August 2023 gewann er mit Bangkok United den thailändischen Super Cup. Das Spiel gegen den Meister Buriram United im Rajamangala Stadium gewann man mit 2:0. Am Ende der Saison 2023/24 feierte er mit dem Verein die Vizemeisterschaft. Am 15. Juni 2024 gewann er mit Bangkok United den FA Cup. Das Endspiel gegen den Zweitligisten Dragon Pathumwan Kanchanaburi FC gewann man im Elfmeterschießen. Am Ende der Saison 2024/25 feierte er mit Bangkok seine vierte Vizemeisterschaft.

### Nationalmannschaft
2015 spielte Rungrath Poomchantuek sechs Mal in der U-23-Nationalmannschaft, wobei er 4 Tore erzielte. Seit 2016 spielt er in der thailändischen Nationalmannschaft. Bis heute lief er 5 Mal für Thailand auf. Sein Debüt gab er am 15. November 2016 im WM-Qualifikationsspiel gegen Australien.

## Erfolge

### Verein
Chiangmai FC
- Regional League Division 2 – Northern Region: 2012, 2013

Bangkok United
- Thailändischer Vizemeister: 2018, 2022/23,  2023/24, 2024/25
- Thailändischer Pokalsieger: 2023/24
- Thailändischer Pokalfinalist: 2022/23
- Thailändischer Supercup-Sieger: 2023

### Nationalmannschaft
Thailand
- ASEAN Football Championship: 2016

Thailand U-23
- Sea Games: 2015